# Nikola Kuzanski
Nikola Kuzanski (latinski: Nicolaus Cusanus, njemački: Nikolaus von Kues ; 1401. – 1464.) bio je njemački kardinal i polihistor iz doba renesanse, aktivan kao filozof, pravnik, matematičar, fizičar i astronom. Povezuje se s učenjem o slaganju suprotnosti, napadom na Aristotelov zakon o neproturječnosti koji je bio od povijesnog utjecaja. On je bio jedan od najranijih mislilaca koji je porekao geocentričnu koncepciju svemira, i potvrdio neograničenu prirodu prostora. Njegovo glavno djelo je "O učenom neznanju" (De Docta Ignorantiae) napisano 1440. godine.

## Unutarnje poveznice
- Filozofija
- Novovjekovna filozofija
- Renesansa

## Vanjske poveznice
- Nikola Kuzanski i njegov utjecaj na hrvatske renesansne filozofe  Arhivirana inačica izvorne stranice od 10. siječnja 2019. (Wayback Machine)
- Crkveno-političke uloge i međusobne veze Nikole Kuzanskog i Ivana Stojkovića